# Municipio de Lamoine
El municipio de Lamoine (en inglés: Lamoine Township) es un municipio ubicado en el condado de McDonough en el estado estadounidense de Illinois. En el año 2010 tenía una población de 516 habitantes y una densidad poblacional de 5,39 personas por km².

## Geografía
Según la Oficina del Censo de los Estados Unidos, el municipio tiene una superficie total de 95.76 km², de la cual 95,75 km² corresponden a tierra firme y (0,01 %) 0,01 km² es agua.

## Demografía
Según el censo de 2010, había 516 personas residiendo en el municipio de Lamoine. La densidad de población era de 5,39 hab./km². De los 516 habitantes, el municipio de Lamoine estaba compuesto por el 98,64 % blancos, el 0,19 % eran de otras razas y el 1,16 % eran de una mezcla de razas. Del total de la población el 0,97 % eran hispanos o latinos de cualquier raza.